# Rebirth (album Jennifer Lopez)
Rebirth – czwarty (piąty ogólnie) album Jennifer Lopez wydany w 2005 roku. Główny singel promujący płytę to "Get Right". został wydany w marcu 2005 roku. Zadebiutował on na liście Billboard 200 19 marca 2005, zaraz po debiucie "The Massacre" 50 Centa. Sprzedało się wtedy 261 000 kopii tego albumu. 
W 2004 roku została wydana DualDisc Edition tego albumu, która zawiera DVD z teledyskiem do "Get Right (Remix)" oraz "Get Right" i krótki film o nagrywaniu albumu.

## Lista utworów
1. "Get Right"– 3:45
2. "Step Into My World"– 4:05
3. "Hold You Down" (feat. Fat Joe)– 4:32
4. "Whatever You Wanna Do"– 3:49
5. "Cherry Pie"– 4:06
6. "I Got U"– 3:57
7. "Still Around"– 3:22
8. "Ryde or Die"– 4:03
9. "I, Love"– 3:42
10. "He'll Be Back"– 4:18
11. "(Can't Believe) This Is Me"– 4:44
12. "Get Right" (feat. Fabolous)– 3:50

### Edycja japońska
1. "Get Right" (Instrumental)

### Edycja iTunes
1. "Get Right" (Hip Hop Remix featuring Fabolous)

### Edycja DualDisc
Zawiera DVD z następującą zawartością:
1. Rebirth Documentary
2. "Get Right" (Video)
3. "Get Right" (featuring Fabolous) (Video)

## Pozycje na listach przebojów
| Lista (2005)                           | Najwyższa pozycja |
| -------------------------------------- | ----------------- |
| Australian (ARIA) Albums Chart         | 10                |
| Austrian Albums Chart                  | 5                 |
| Belgian Ultratop 50 Albums (Flamandia) | 4                 |
| Belgian Ultratop 50 Albums (Walonia)   | 4                 |
| Canadian Albums Chart                  | 2                 |
| Danish Albums Chart                    | 15                |
| European Top 100 Albums                | 1                 |
| Dutch Albums Chart                     | 1                 |
| Finnish Albums Chart                   | 19                |
| French (SNEP) Albums Chart             | 7                 |
| German Albums Chart                    | 3                 |
| Hungarian (Mahasz) Albums Chart        | 3                 |
| Irish Albums Chart                     | 9                 |
| Italian (FIMI) Albums Chart            | 3                 |

| Lista (2005)                          | Najwyższa pozycja |
| ------------------------------------- | ----------------- |
| Japanese Oricon Albums Chart          | 3                 |
| New Zealand (RIANZ) Albums Chart      | 22                |
| Norwegian Albums Chart                | 25                |
| Polish Albums Chart                   | 8                 |
| Portuguese Albums Chart               | 11                |
| Spanish Albums Chart                  | 2                 |
| Swedish Albums Chart                  | 14                |
| Swiss Albums Chart                    | 1                 |
| UK Albums Chart                       | 8                 |
| U.S. Billboard 200                    | 2                 |
| U.S. Billboard Top R&B/Hip-Hop Albums | 2                 |
| U.S. Billboard Top Internet Albums    | 2                 |
| U.S. Billboard Comprehensive Albums   | 2                 |

## Sprzedaż i certyfikaty
| Nadawca               | Certyfikat | Sprzedaż  |
| --------------------- | ---------- | --------- |
| Australia (ARIA)      | Złoto      | 35 000    |
| Francja (SNEP)        | Złoto      | 75 000    |
| Irlandia (IRMA)       | Złoto      | 7 500     |
| Japonia (Oricon)      | Platyna    | 250 000   |
| Kanada (CRIA)         | Platyna    | 100 000   |
| Szwajcaria (IFPI)     | Złoto      | 15 000    |
| U.S. (RIAA)           | Platyna    | 1 000 000 |
| Węgry (MAHASZ)        | Złoto      | 10 000    |
| Wielka Brytania (BPI) | Złoto      | 100 000   |